# Корча (область)
Корча (алб. Qarku i Korçës) — область на південному сході Албанії. Адміністративний центр — місто Корча.

## Адміністративний поділ
До складу області входять округи:
| Округ    | Адміністративний центр | Населення, чол. (2010) | Площа, км² | Муніципалітети |
| -------- | ---------------------- | ---------------------- | ---------- | --- |
| Девол    | Білішт                 | 33 785                 | 429        | Bilisht, Hoçisht, Miras, Progër, Qendër Bilisht                                                                                           |
| Колонья  | Ерсека                 | 14 318                 | 805        | Barmash, Çlirim, Ersekë, Leskovik, Mollas, Piskal-Novoselë, Qendër Ersekë, Qendër Leskovik                                                |
| Корча    | Корча                  | 138 898                | 1752       | Drenovë, Gorë, Korçë, Lekas, Libonik, Liqenas, Maliq, Moglicë, Mollaj, Pirg, Pojan, Qendër Bulgarec, Vithkuq, Voskop, Voskopojë, Vreshtas |
| Поградец | Поградец               | 70 575                 | 725        | Buçimas, Çërravë, Dardhas, Pogradec, Proptisht, Trebinjë, Udënisht, Velçan                                                                |

Населення — 220 357 осіб (2011), площа — 3711 км².
Одна з областей компактного проживання корінного грецького населення. За даними 1913 греки становили 49% населення.
Межує з областями:
- Ґ'їрокастер на південному заході
- Берат на заході
- Ельбасан на північному заході